# Eurypylus pulcher
Eurypylus pulcher is een mosselkreeftjessoort uit de familie van de Sarsiellidae. De wetenschappelijke naam van de soort is voor het eerst geldig gepubliceerd in 1985 door Hall.